# Gavarnie-Gèdre
Gavarnie-Gèdre – gmina we Francji, w regionie Oksytania, w departamencie Pireneje Wysokie. W 2013 roku liczba ludności wynosiła 377 mieszkańców.
Gmina została utworzona 1 stycznia 2016 roku z połączenia dwóch ówczesnych gmin: Gavarnie oraz Gèdre. Siedzibą gminy została miejscowość Gèdre.